# DYNLT1
DYNLT1 (англ. Dynein light chain Tctex-type 1) – білок, який кодується однойменним геном, розташованим у людей на короткому плечі 6-ї хромосоми. Довжина поліпептидного ланцюга білка становить 113 амінокислот, а молекулярна маса — 12 452.
| 10         |  | 20         |  | 30         |  | 40         |  | 50         |
| ---------- |  | ---------- |  | ---------- |  | ---------- |  | ---------- |
| MEDYQAAEET |  | AFVVDEVSNI |  | VKEAIESAIG |  | GNAYQHSKVN |  | QWTTNVVEQT |
| LSQLTKLGKP |  | FKYIVTCVIM |  | QKNGAGLHTA |  | SSCFWDSSTD |  | GSCTVRWENK |
| TMYCIVSAFG |  | LSI        |  |            |  |            |  |            |

A: Аланін

C: Цистеїн

D: Аспарагінова кислота

E: Глутамінова кислота

F: Фенілаланін

G: Гліцин

H: Гістидин

I: Ізолейцин

K: Лізин

L: Лейцин

M: Метіонін

N: Аспарагін

P: Пролін

Q: Глутамін

R: Аргінін

S: Серин

T: Треонін

V: Валін

W: Триптофан

Кодований геном білок за функціями належить до білкових моторів, фосфопротеїнів. 
Задіяний у таких біологічних процесах, як взаємодія хазяїн-вірус, транспорт, клітинний цикл, поділ клітини, мітоз, нейрогенез, ацетилювання. 
Локалізований у цитоплазмі, цитоскелеті, апараті гольджі.